# Janville, Calvados

Janville este o comună în departamentul Calvados, Franța. În 1 ianuarie 2022 avea o populație de 385 de locuitori.